# Ham (Kerkrade)
Ham is een buurtschap ten oosten van Spekholzerheide in de gemeente Kerkrade in de Nederlandse provincie Limburg. De buurtschap is gelegen in het dal van de Anstelerbeek. Ham bestaat uit verspreide bebouwing waaronder enkele boerderijen.
In de buurtschap stond kasteel 's Herenanstel dat in 1877 werd gesloopt. Op het terrein werd een klooster gebouwd voor de Zusters van de Heilige Elisabeth, de Elisabethinnen. Het klooster staat plaatselijk bekend als stjtieft. In het Hambos bevindt zich de aan Maria gewijde Hamboskapel met in de nabijheid een begraafplaats.
Ten zuiden van Ham staat de vroegere watermolen Hammolen en ten noorden de Brugmolen. Ten noorden van Ham ligt Kasteel Erenstein. De historische hoeve Hamhof had een gesloten binnenplaats en segmentboogvensters van hardsteen, het is een rijksmonument. In Ham lag vroeger de kolenmijn Hammijn.

## Afbeeldingen

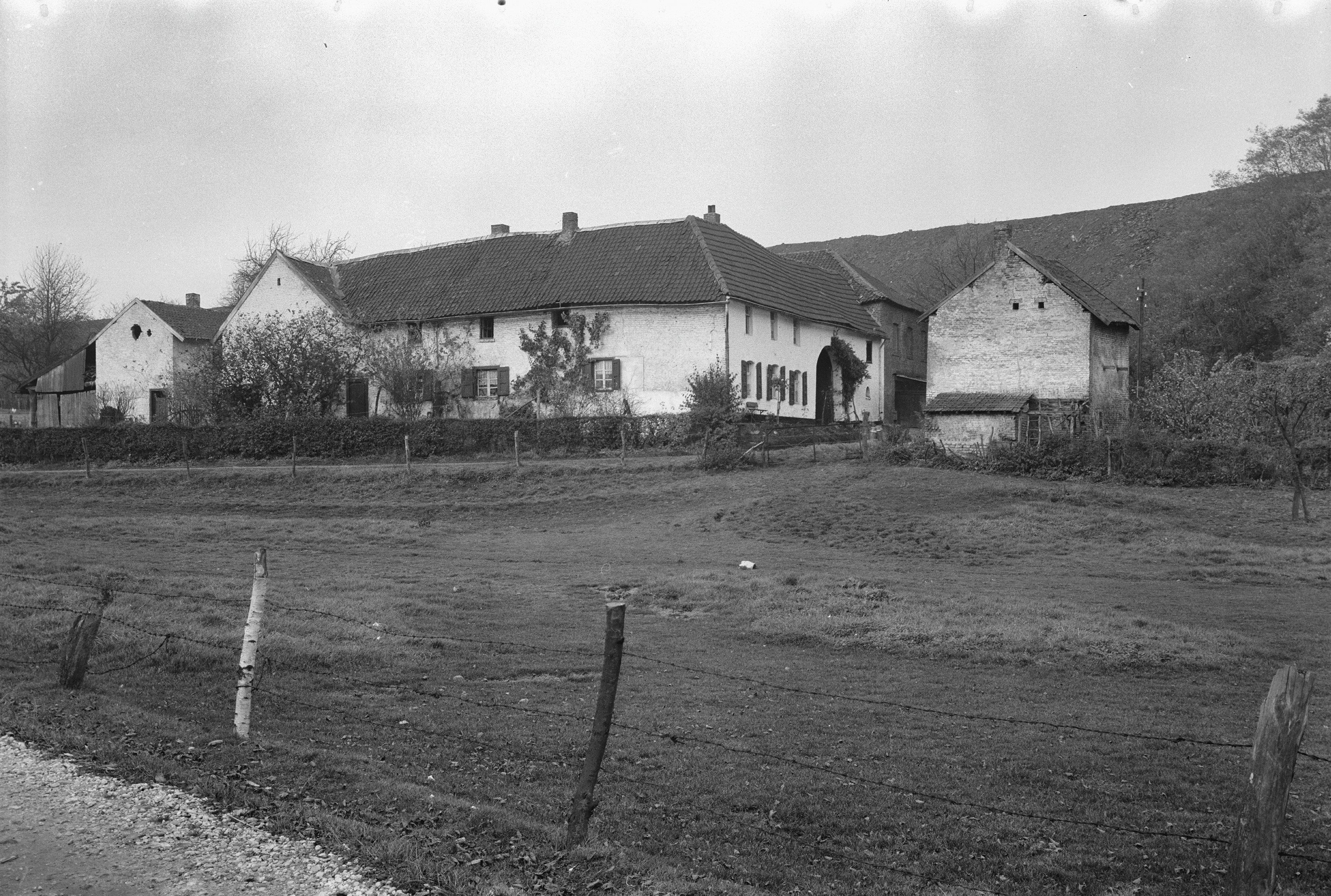
Rijksmonument hoeve Hamhof in 1962

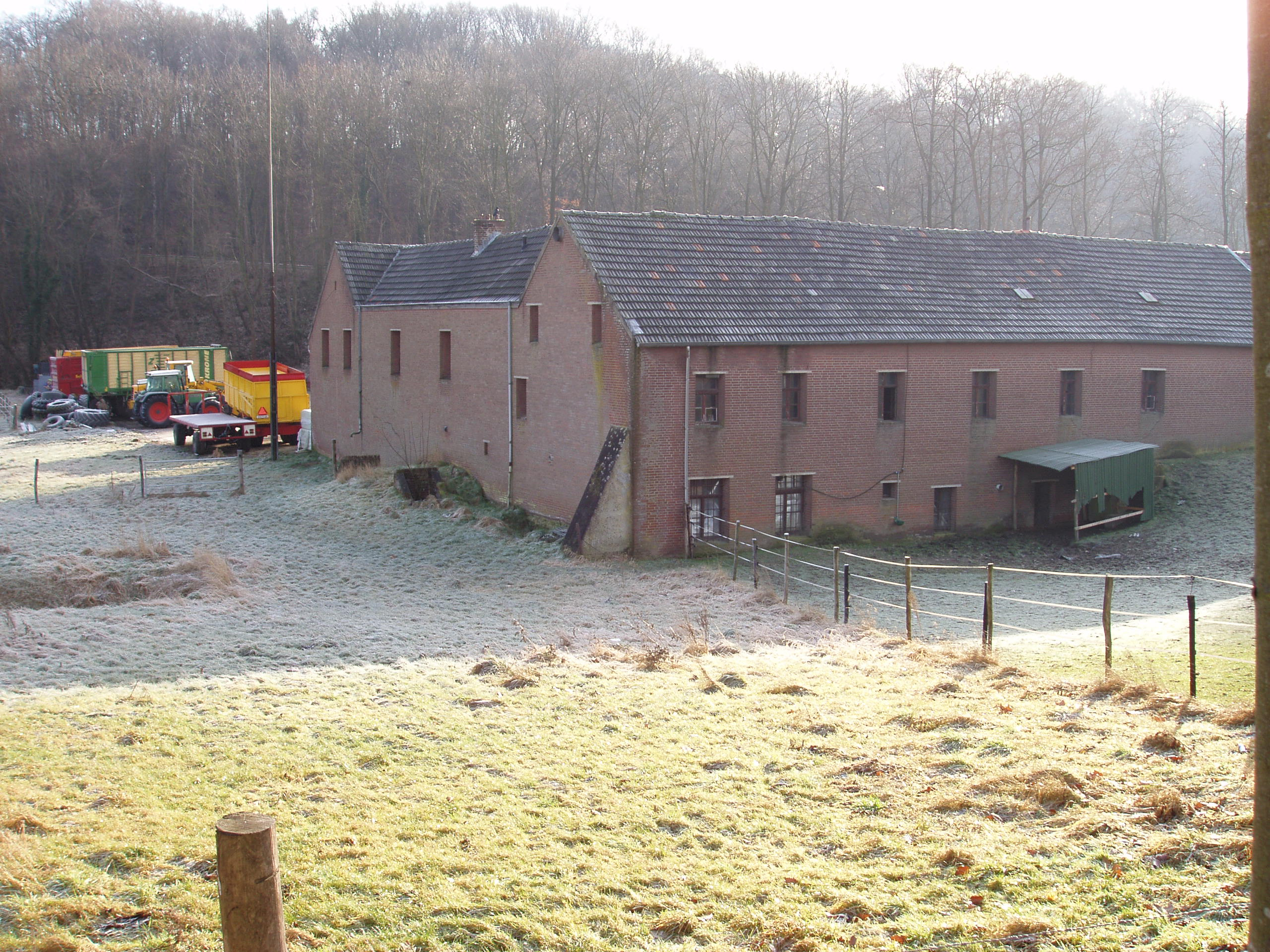
Voormalige Hammolen

Bleijerheide · Chevremont · Eygelshoven · Gracht · Haanrade · Ham · Heilust · Holz · Hopel · Kaalheide · Kaffeberg · Kerkrade-Centrum · Locht · Mucherveld · Nulland · Rolduckerveld · Spekholzerheide · Terwinselen · Vink · Waubacherveld

Limburg: Steden en dorpen      Nederland: Provincies · Gemeenten